# Sowjetisches Ehrenmal (Schöneiche bei Berlin)

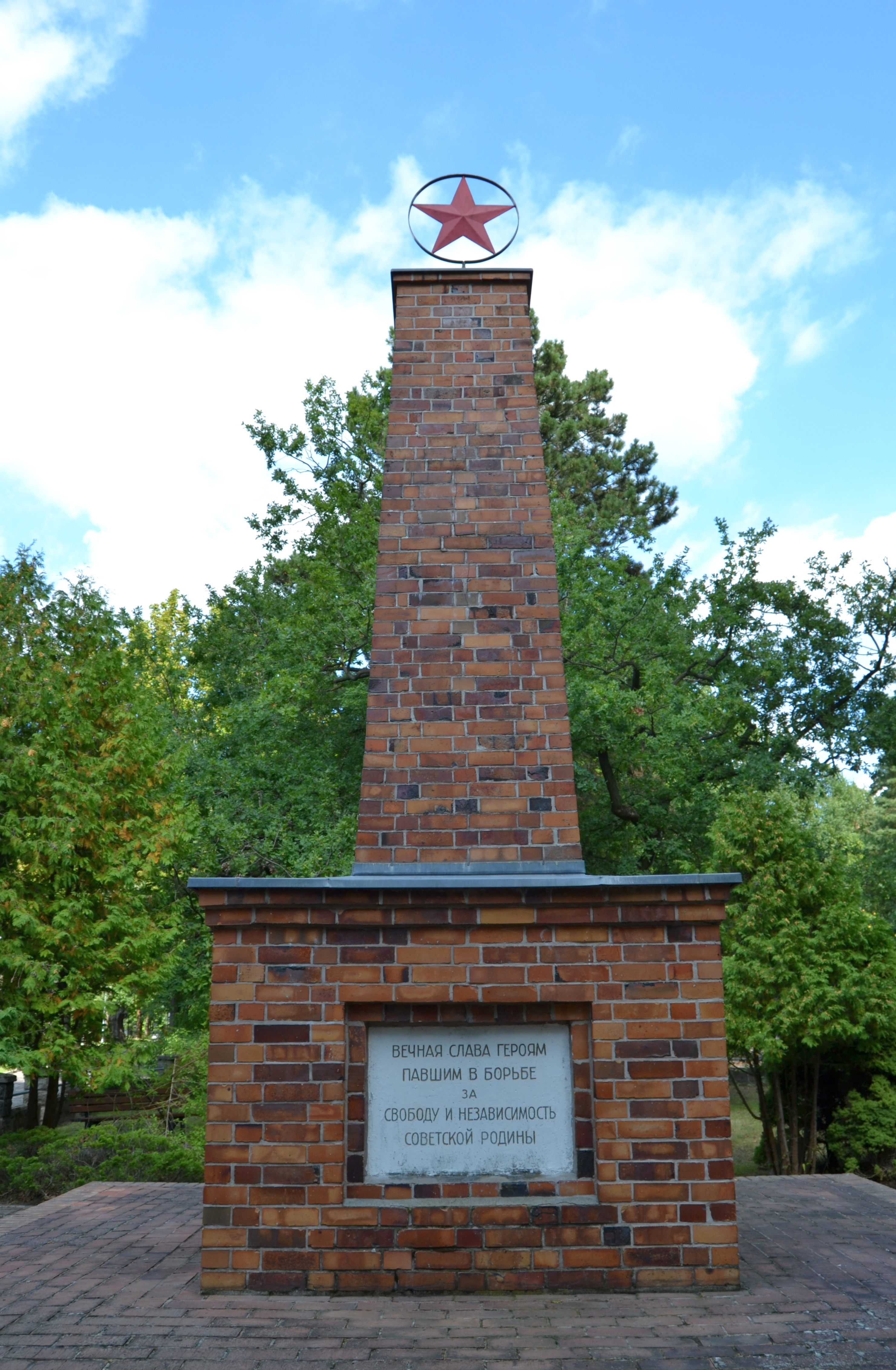
Der Obelisk des Ehrenmals

Das Sowjetische Ehrenmal in Schöneiche bei Berlin ist eine Begräbnisstätte für sowjetische Opfer des Zweiten Weltkrieges und soll zugleich als Mahnmal gegen den Nationalsozialismus dienen. Es erinnert insbesondere an die während der Schlacht um Berlin im April 1945 in der Umgebung gefallenen Soldaten der Roten Armee.

## Geschichte
Als reine Grabstätte wurde die Anlage an diesem Ort am Rande des Schöneicher Ortsteils Fichtenau schon 1945 angelegt. Das Ehrenmal ist an der Stelle errichtet, die seit 1933 als nationalsozialistischer Gedenkort diente, die damals gepflanzten Hitler- und Hindenburg-Eichen stehen bis heute. Er enthielt zunächst die Grabstätten von 87 Soldaten, die bei den Kämpfen in Schöneiche und der Umgebung, vor allem am 23. und 24. April, gefallen waren oder aber auch noch an den späteren Folgen der Kampfhandlungen gestorben sind. Zudem wurden zwei zivile Opfer mit bestattet, E. N. Roschko sowie Anna Wassiljewna Semenkina, die am 15. beziehungsweise am 19. Mai 1945, also nach ihrer Befreiung aus dem Gefangenenlager, verstorben waren. Später wurden 42 namentlich bekannte und 110 unbekannte Soldaten aus Kagel hierher überführt. Insgesamt liegen hier somit 239 Soldaten und Offiziere sowie zwei Zivilisten begraben. 80 von ihnen wurden in Einzelsärgen bestattet, die übrigen in Massengräbern. Einzel- und Sammelgräber sind nicht kenntlich gemacht.
Im Jahr 1946 wurde ein erster Gedenkstein errichtet. Im April 1947 erging die Anweisung des auch für Schöneiche zuständigen Stadtkommandanten von Erkner an die Gemeinde Schöneiche, den Friedhof zu pflegen. Mitte 1947 legten örtliche Architekten einen Entwurf vor und noch im selben Jahr wurde das Ensemble durch die Firmen König und Eickenroth zu einem Ehrenfriedhof umgestaltet. Während der Errichtung musste die Baustelle bewacht werden, damit das überall dringend benötigte Baumaterial nicht entwendet wurde. Die Schriftgestaltung oblag dem Steinmetzmeister und Bildhauer Hermann Lichtblau aus Berlin-Friedrichshagen. Aus seiner Abrechnung geht hervor, dass er einschließlich Buchstaben und Satzzeichen 2790 Zeichen verwendet hatte, die das Stück zu einer Mark abgerechnet wurden. Der Platz heißt heute Platz des 8. Mai 1945 – Tag der Befreiung. Das Ehrenmal liegt wie ein Dorfanger inmitten der heutigen Geschwister-Scholl-Straße. Ende der 1950er Jahre wurden die hohen Grabeinfassungen entfernt, somit hat das Ensemble seitdem den Charakter eines Gartendenkmals.

## Anlage

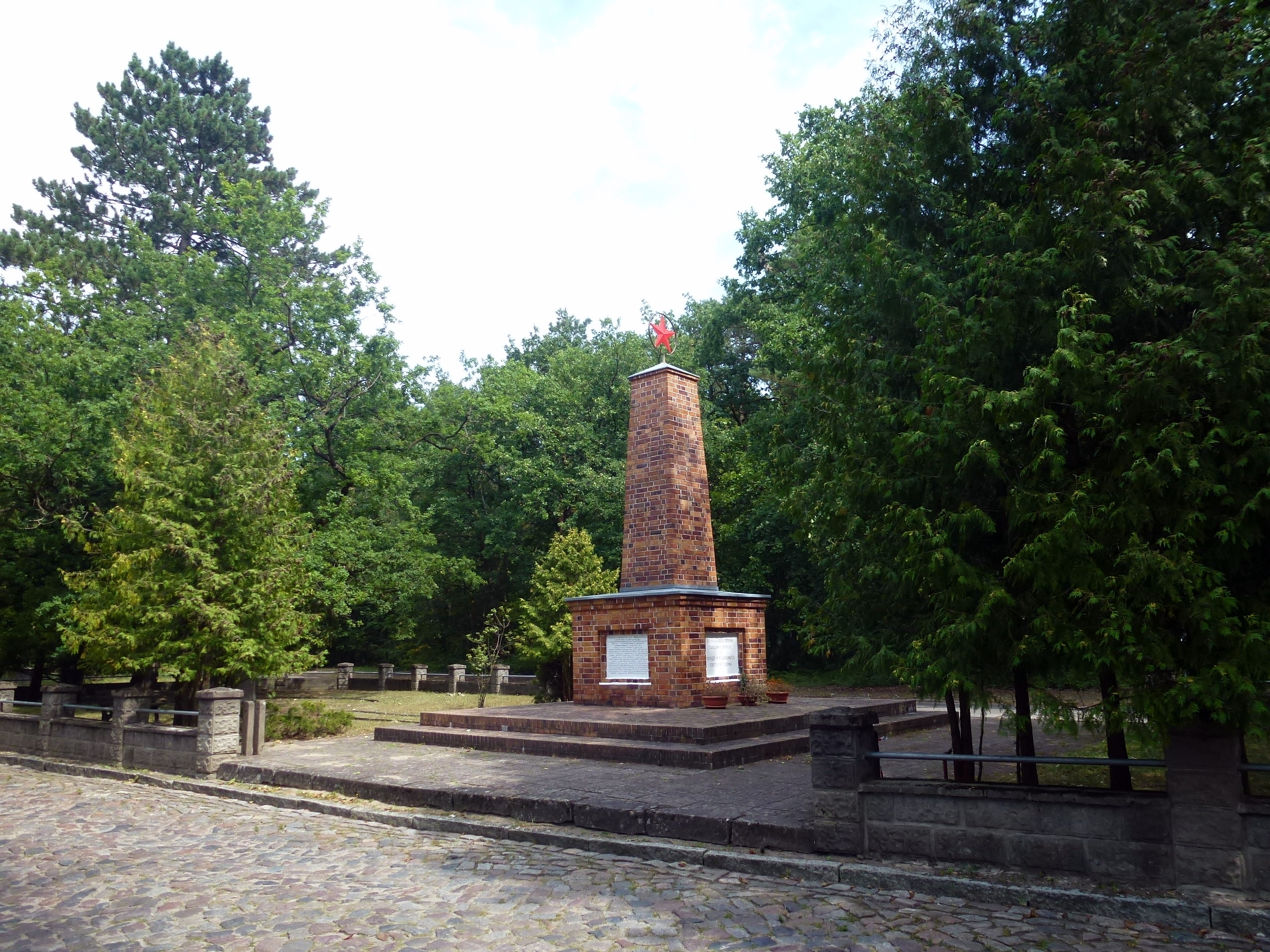
Die Anlage in ihrer Umgebung

Der Bau ist ein einfacher gemauerter Klinkerbau in Form eines auf einem rechteckigen Unterbau stehenden gedrungenen Obelisken, der auf einem, ebenfalls aus Klinkern gemauerten, niedrigen zweistufigen Fundament steht. Die Spitze krönt ein Roter Stern. Im unteren Bereich des Obelisken befinden sich auf allen vier Seiten Schrifttafeln. An der Haupt-Schauseite befindet sich eine Inschrift in russischer Sprache:

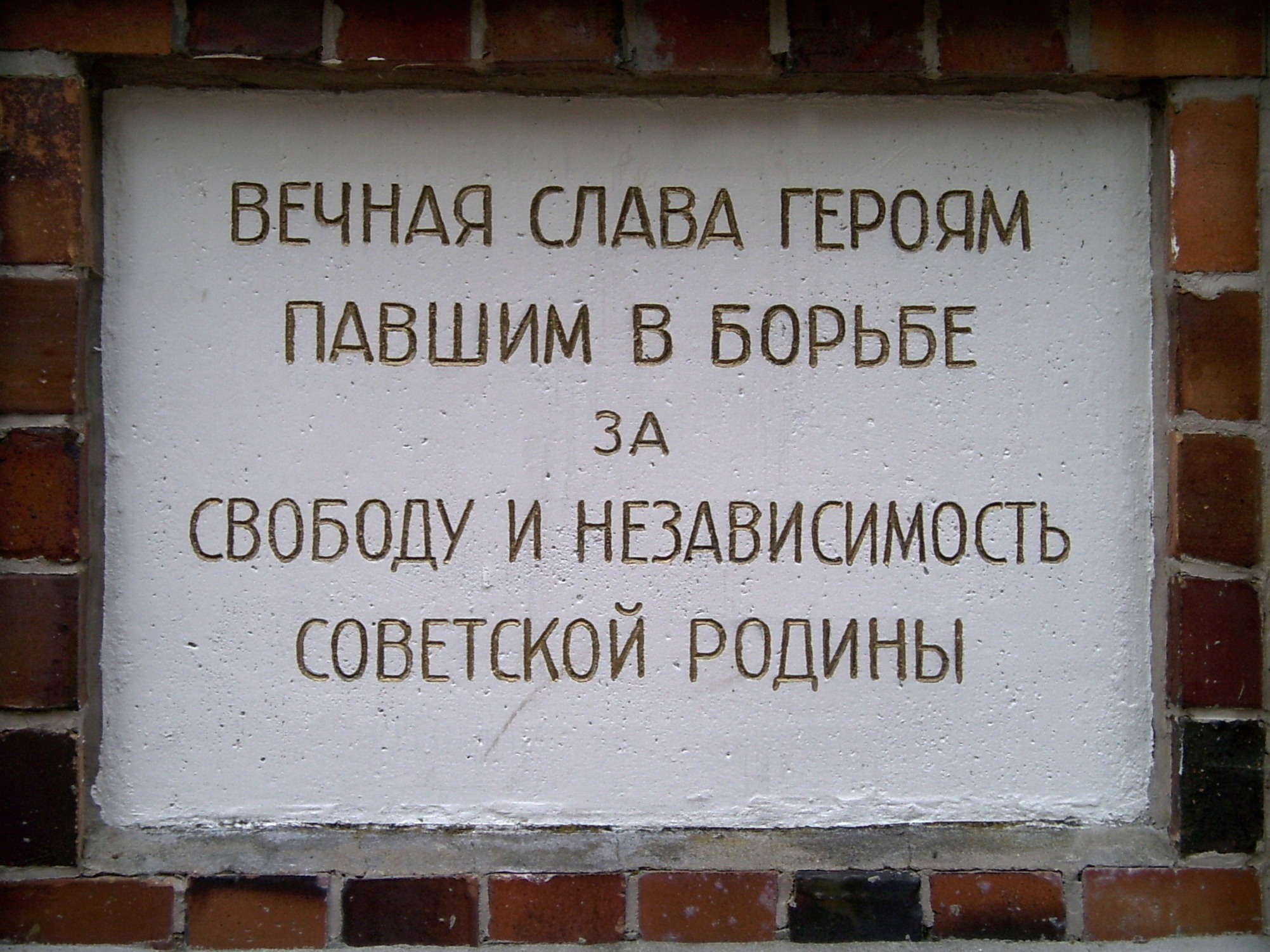
Zentrale Inschrift

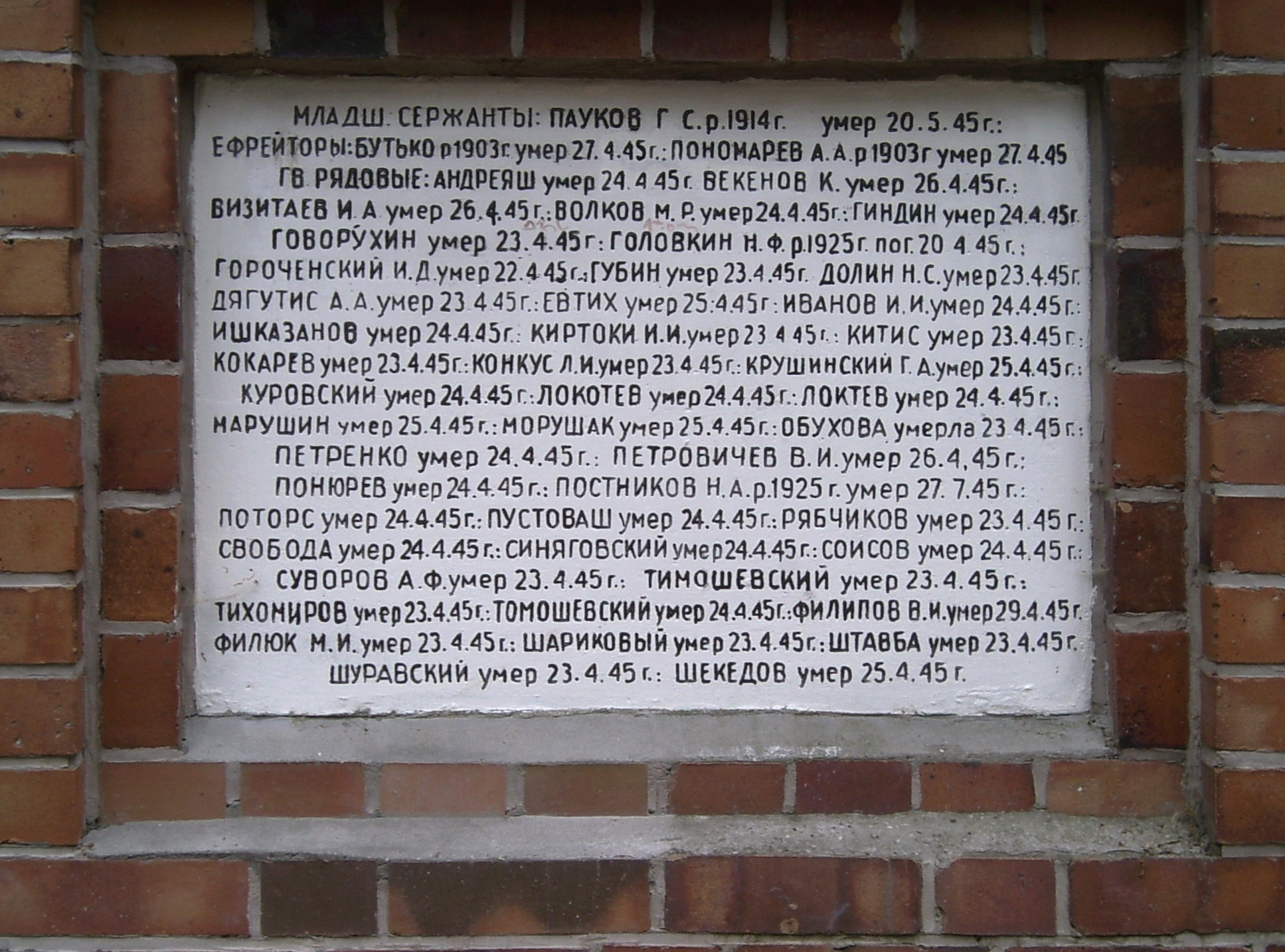
Inschrift mit den Namen bekannter gefallener Soldaten

Die übrigen drei Tafeln tragen die Namen und Lebensdaten der namentlich bekannten gefallenen sowjetischen Soldaten und Offiziere.

## Gedenken
Zu DDR-Zeiten war das Ehrenmal neben dem VdN-Denkmal und dem Thälmann-Denkmal der zentrale Gedenkort für die Opfer des „Hitler-Faschismus“ und vor allem an Tagen wie dem 8. Mai sowie am 7. November, dem Tag der Oktoberrevolution, der zentrale Gedenkort für alle offiziellen Veranstaltungen, die von der örtlichen SED-Führung getragen wurden. Während der gesamten DDR-Zeit waren diese Veranstaltungen als Massenveranstaltungen angelegt, an denen neben der SED auch die anderen Parteien und Massenorganisationen sowie die örtlichen Schulen und Betriebe beteiligt waren.
Auch nach der Wende 1989/90 wurde das Ensemble von der Gemeinde entsprechend den Verträgen zwischen der Bundesrepublik und der Sowjetunion gepflegt. Dennoch verkam die Anlage in den ersten Jahren nach der Wende, wuchs zu, wurde mit Graffiti verunstaltet und wurde zunächst nicht weiter genutzt.
Zum 60. Jahrestag des Kriegsendes 2005 wurde das Ensemble grundsaniert, die Klinker neu verfugt, Schmierereien entfernt und die Grünanlage in Ordnung gebracht. Mittlerweile wurde das Ehrenmal vor allem am 8. Mai wieder durch die Gemeinde sowie politische Parteien und Gruppierungen als Erinnerungsort genutzt. So findet jährlich am 8. Mai eine offizielle Kranzniederlegung statt. Die Pflege obliegt der Gemeinde Schöneiche, obwohl der Großteil des Ensembles auf dem Ortsgebiet von Berlin-Rahnsdorf liegt, womit es eines von 12 sowjetischen Ehrenmalen Berlins ist. Das führte dazu, dass zeitweise sowohl das Land Brandenburg das Ehrenmal als Baudenkmal führte als auch das Land Berlin als Gartendenkmal. 2020 wurde es wegen der Dopplung aus der Liste der brandenburgischen Baudenkmale gestrichen.